# Holy Sonnets
De Holy Sonnets (Heilige Sonnetten), ook Divine Meditations of Divine Sonnets genoemd, is een reeks van negentien gedichten die de Engelse predikant en dichter John Donne schreef omstreeks 1609. Donne publiceerde deze gedichten niet zelf, maar liet ze wel in geschreven vorm circuleren onder zijn kennissen en vrienden. Samen met de liefdesgedichten werden de eerste zeventien Holy sonnets in 1633 gepubliceerd in de collectie Love Songs and Sonnets, een paar jaar na de dood van John Donne.
De religieuze poëzie die John Donne schreef staat bekend als the Divine Poems. De groep met negentien "Holy Sonnets" maakt daar het grootste deel van uit, samen met een andere groep van zeven bij elkaar horende gedichten die "La Corona" wordt genoemd. In de jaren 1590 schreef Donne hoofdzakelijk liefdesgedichten. Pas omstreeks 1609, acht jaar na zijn huwelijk met Anne More en zijn verbanning uit de kringen van het hof, begon hij zich met religieuze poëzie bezig te houden. Hij had zich toen nog niet bekeerd tot de Anglicaanse Kerk, maar had intussen wel meer en meer afstand genomen van zijn rooms-katholiek geloof. De 'Heilige sonnetten' kunnen dan ook beschouwd worden als de neerslag en het resultaat van Donnes innerlijke geloofsstrijd, wat te merken is aan de thema's die hij aansnijdt: het goddelijk oordeel, goddelijke liefde, boetedoening, twijfel, angst voor de dood enz. 

## Dichtvorm
Opvallend is dat Donne voor deze religieuze gedichten gebruikmaakt van de sonnetvorm, die Francesco Petrarca met zijn liefdespoëzie introduceerde. De sonnetten die Donne voordien schreef voor de groep Songs and Sonnets bevatten daarentegen geen formele sonnetten. Donne kiest voor de vorm van het Italiaans sonnet, met een octaaf en een sextet (dat aanvangt met een verrassende wending). Het gevolgde rijmschema is, met varianten: abba - abba - cdcd - ee. Hoewel Donne in zijn versregels al eens afwijkt van een regelmatig ritme, zijn de sonnetten opgebouwd uit jambische pentameters.

## Thema's en stijlmiddelen
In een bepaald opzicht kunnen de Holy Sonnets beschouwd worden als liefdesgedichten voor God. Donnes religieuze poëzie is ook niet helemaal los te zien van zijn erotische gedichten, en hij trekt zelf vaak vergelijkingen tussen de aardse en de goddelijke liefde. Hij suggereert dat we alleen door middel van erotische liefde onze relatie met God kunnen begrijpen. Zo zegt de spreker in het sonnet Batter my heart, three person'd God dat hij 'als een vrouw is' die slechts van één man houdt (God), maar verloofd is met een andere (Satan). 
In de Holy Sonnets mediteert John Donne vaak over de aan elkaar tegengestelde krachten van begeerte en spirituele liefde, waarbij hij ook de aardse, zinnelijke liefde wil verheffen. Donne wordt vooral gedreven door angst voor wat er komt na de dood, zoals in het bekende Holy Sonnet X: Death Be not Proud, en zijn toon is soms nederig, soms lamenterend, dan weer opstandig en provocerend. Een voorbeeld van dat laatste vinden we in Holy Sonnet XI, waarin de spreker zelf aan Jezus' kruis hangt: Spit in my face you Jewes, and pierce my side. Donne schrijft passioneel over het moment van de dood, Christus' lijden en de Dag des oordeels, en vreest dat zijn ziel te 'zwart' is geworden door de zonden die hij heeft begaan: 
Oh! My Black Soul! now thou art summoned By sicknesse, death's herald, and champion— Holy Sonnet IV
Donne maakt hier gebruik van de directe aanspreking (de apostrof), een stijlmiddel dat hij ook elders in de Holy Sonnets aanwendt. In Sonnet IV spreekt hij bijvoorbeeld zijn "zwarte ziel" aan, in Sonnet X richt hij zich rechtstreeks tot de Dood, en onder meer in de twee eerste sonnetten spreekt hij God aan. Door abrupt te beginnen met een vraag of een andere provocerende zin, neemt het gedicht als het ware een vliegende start, een voorbeeld dat nagevolgd werd door andere metaphysical poets, zoals George Herbert.
Het provocerende komt wel heel sterk naar voren in de paradox van Holy Sonnet 14 ("Batter my heart, three person'd God"), waarin de spreker verlangt naar de louterende donkere nacht van de ziel. Hij vraagt God  om hem te verkrachten en hem op die manier vrij te maken van zijn binding aan het fysieke en de aardse werkelijkheid  ([I]... never shall be free, Nor ever chaste, except you ravish me).

## Benjamin Britten en de Holy Sonnets
In 1945 zette de componist Benjamin Britten negen van de negentien Holy Sonnets op muziek. De liederencyclus werd gepubliceerd als The Holy Sonnets of John Donne en is bedoeld voor een tenor of sopraan, begeleid door een piano. De cyclus is vele malen uitgevoerd door de tenor Peter Pears, met Britten zelf op de piano. Ze maakten ook een plaatopname van de cyclus bij Decca Records, uitgebracht in 1969.